# Йоахім Рудольфі
Йоахім Рудольфі (нім. Joachim Rudolphi; 26 серпня 1898 — 2 лютого 1990, Ойтін) — німецький правник, керівник юридичної служби ВМС, доктор права, адміралштабсріхтер крігсмаріне (1 травня 1944).

## Біографія
5 липня 1915 року вступив у військово-морське училище в Фленсбурзі-Мюрвіку. Пройшов підготовку на навчальному крейсері «Фрейя». Учасник Першої світової війни, служив на лінійних кораблях. 7 грудня 1918 року демобілізований. З 15 листопада 1922 року — консультант при місцевому суді в Берліні-Ліхтерфельді, потім був консультантом при різних судах. 1 січня 1934 року вступив в юридичну службу ВМС. 1 грудня 1936 року переведений в ОКМ, де 1 листопада 1937 року очолив Правовий відділ. Залишався на чолі юридично-правової служби ОКМ до кінця Другої світової війни. Одночасно з 1 червня 1944 року — керівник юридичної служби ВМС. 8 травня 1945 року заарештований союзниками. 3 серпня 1946 року звільнений.

## Нагороди
- Залізний хрест 2-го і 1-го класу
- Почесний хрест ветерана війни з мечами
- Медаль «За вислугу років у Вермахті» 4-го класу (4 роки)